# Робочий відрізок

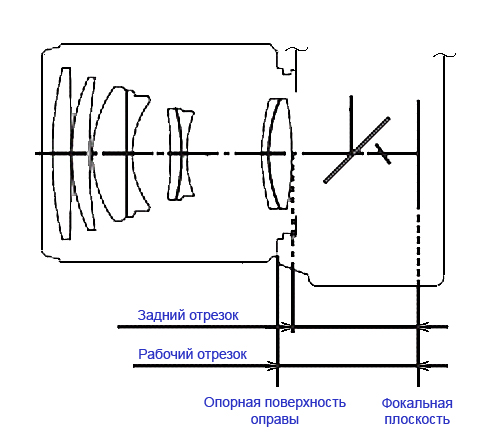

Робочий відрізок об'єктива чи камери — відстань від опорної торцевої поверхні оправи об'єктива до його головної фокальної площини (площини фотоматеріалу або фотоматриці). Робочі відрізки камери і об'єктива, який приєднують до неї, мають бути рівними, в іншому випадку нормальне фокусування у всьому діапазоні відстаней неможливе.

## Фото та кінотехніка
Робочий відрізок об'єктива повинен дорівнювати робочому відрізку камери, для якої призначений цей об'єктив. Належить до найважливіших конструктивних механічних характеристик об'єктива (точніше, системи кріплення об'єктива фотокамери). Робочий відрізок залежить від типу камери, так у однооб'єктивних дзеркальних камер він більший ніж у далекомірних і бездзеркальних. Робочий відрізок пов'язаний із поняттям задній відрізок, так, об'єктиви з малим заднім відрізком не можуть нормально використовуватися на дзеркальних камерах із великим робочим відрізком.

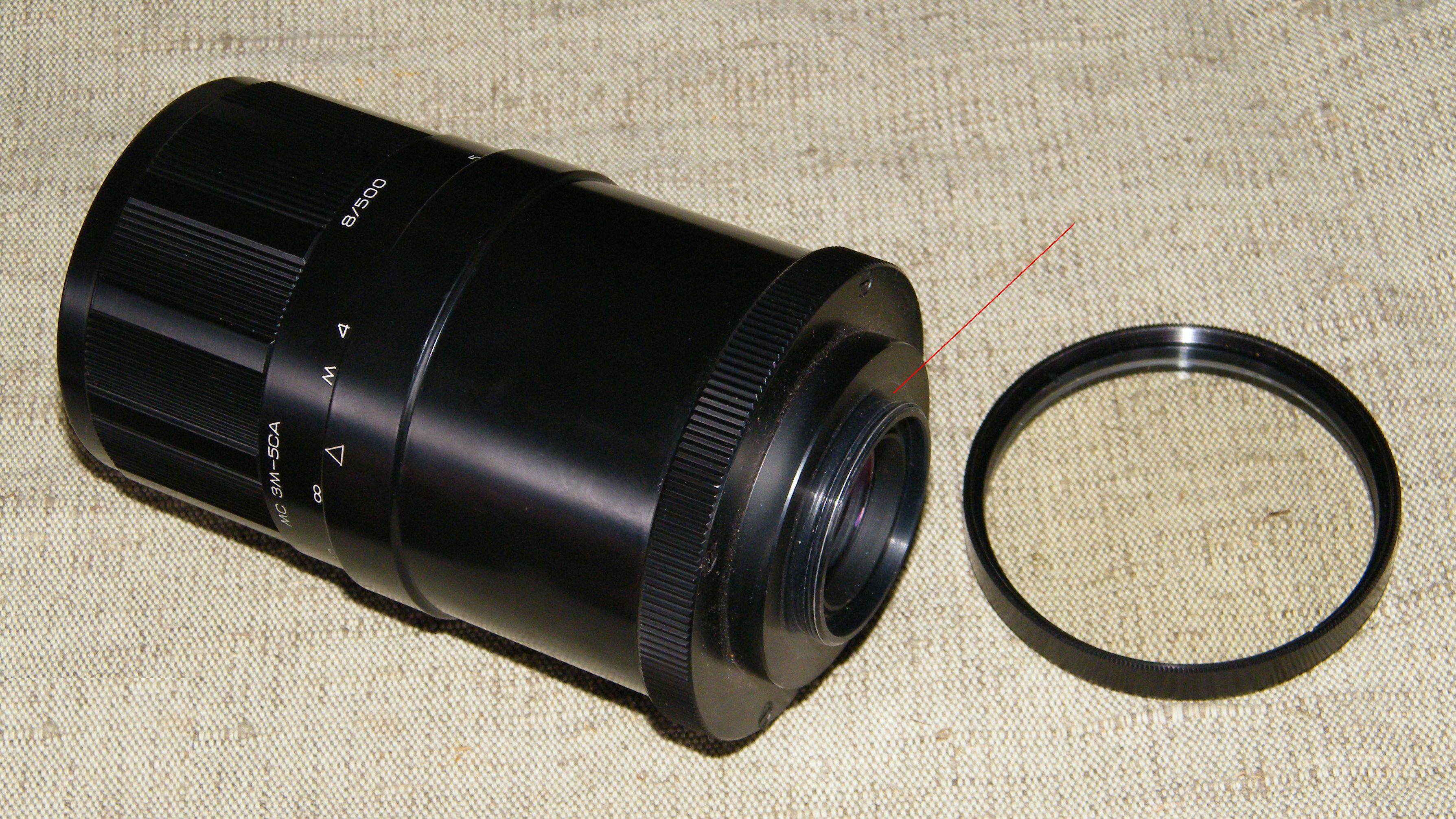
Об'єктив «ЗМ (об'єктиви)». Опорну площину показано червоною стрілкою

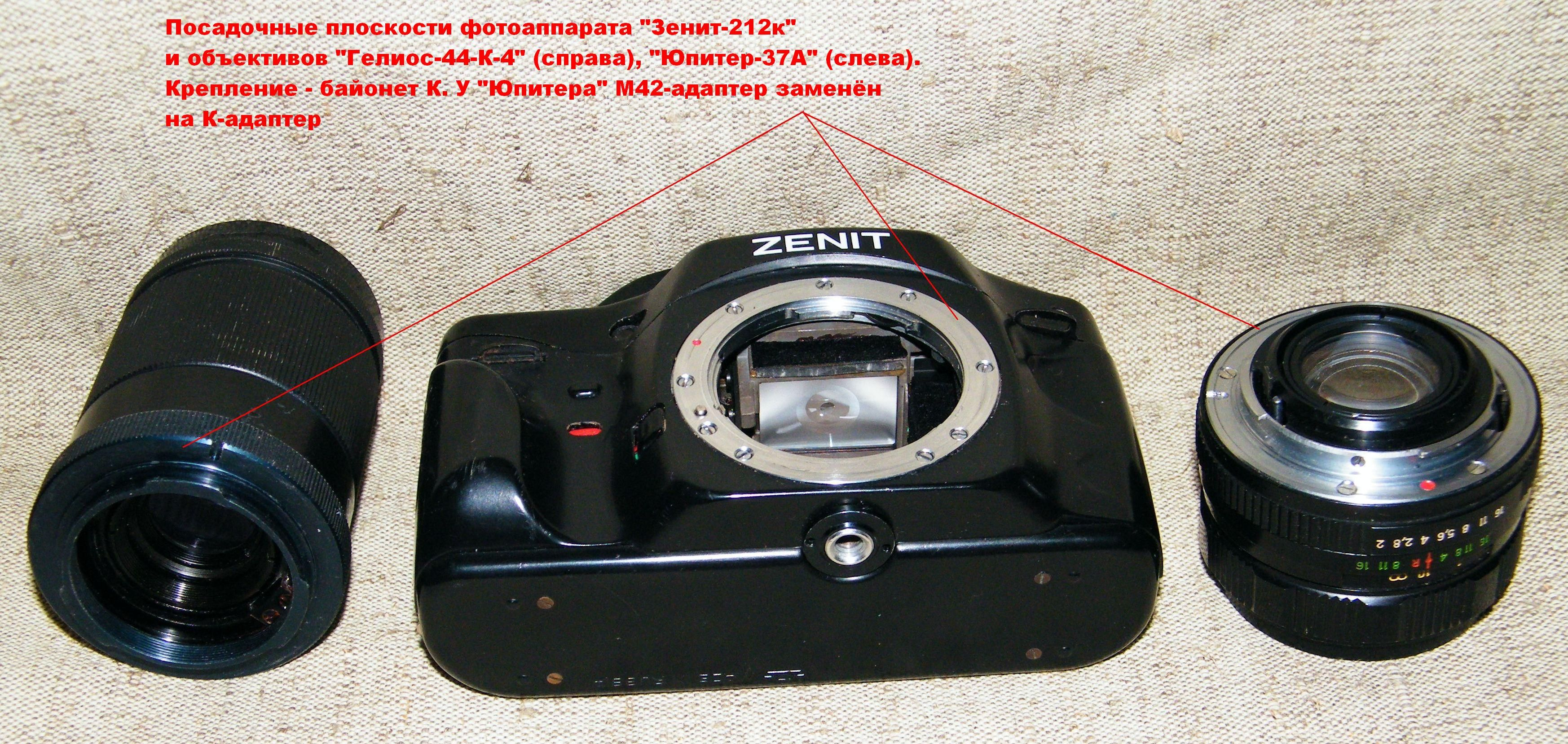
Опорні площини у змінних об'єктивів та фотоапарата з кріпленням «байонет K» («Зенит-212k»)

Робочий відрізок прямо впливає можливість встановлення об'єктива однієї системи в камеру іншої системи через перехідник. Якщо робочий відрізок об'єктива більший, ніж у камери, то встановлення через перехідник можливе. Якщо ж робочий відрізок об'єктива менший ніж у фотокамери, то при встановленні буде втрачено можливість фокусування на нескінченність і зіб'ється шкала відстаней фокусування (оскільки об'єктив потрібно перемістити всередину корпуса):
- об'єктив із кріпленням M42×1 можна використати з камерами Canon EOS за наявності відповідного перехідника (який виступає над поверхнею камери приблизно на 1,5 мм)
- об'єктив із кріпленням M42×1 можна встановити в камеру Nikon або Киев-17[ru], Киев-19, Киев-20[ru] із байонетом F через перехідник, але без втручання в оптичну схему буде втрачено можливість фокусування на нескінченність. Для її збереження потрібен перехідник із коригувальною лінзою.
- об'єктив із кріпленням M39×1/45,2 можна встановити у фотоапарат із різьбленням M42×1, але тут також буде втрачено фокусування на нескінченність (проте фокусування можна виправити, видаливши зайві 0,3 мм з регулювальної прокладки об'єктива).
- Об'єктиви з байонетом В[ru] через перехідник можна встановити на фотоапарати з байонетом Б[ru]. Є перехідники, що дозволяють встановлювати об'єктиви від середньоформатних камер на малоформатні дзеркальні фотоапарати.

Оцінити величину робочого відрізка можна таким дослідом:
- стати в темній кімнаті або затемненій її частині;
- взяти об'єктив, сфокусований на нескінченність і навести його через вікно на предмет на вулиці, розташований на нескінченно великій відстані.

На фокусувальному кільці «нескінченність» позначається знаком {\displaystyle \infty }. «Нескінченно велика відстань» залежить від фокусної відстані та діафрагмування об'єктива (див. також Глибина різко зображуваного простору, і Кружок розсіювання). Так, для надширококутних об'єктивів «нескінченність» може настати вже на відстані кількох метрів до об'єкта знімання, для довгофокусних, особливо дзеркально-лінзових об'єктивів, наприклад «МТО-11» з фокусною відстанню 1 метр, нескінченно велика відстань до об'єкта знімання становить вже сотні метрів.
- піднести аркуш паперу до задньої частини об'єктива так, щоб з'явилося досить чітке зображення предмета, розміщеного на нескінченно великій відстані;
- виміряти робочий відрізок — відстань від опорної площини об'єктива до аркуша.

## Система окуляра
У біноклях, телескопах, оптичних прицілах та інших системах з окуляром під робочим відрізком розуміють винос вихідної зіниці — відстань від поверхні задньої лінзи до ока.
В оптичних прицілах винос вихідної зіниці досить великий — приблизно 40 мм у російській техніці та 70 мм у зарубіжній. Це зроблено, щоб запобігти травмуванню ока внаслідок віддачі зброї.
У біноклях, телескопах і мікроскопах винос вихідної зіниці становить близько 5—20 мм.